# Meyer Lansky
Meyer Lansky (Grodno, 4 de julio de 1902-Miami Beach, Florida; 15 de enero de 1983) fue un mafioso judío estadounidense. 
Junto a Charles “Lucky” Luciano fue uno de los principales referentes del crimen organizado judeoestadounidense durante el siglo XX. Creador de la mayor parte del sistema financiero de lavado de dinero de la mafia.

## Biografía
Meyer Lansky nació con el nombre de Majer Suchowliński en Grodno, parte del Imperio ruso, hoy en Bielorrusia. En 1911 su familia se mudó a los Estados Unidos asentándose en el Lower East Side de Manhattan, Nueva York. 
En la escuela conoció a Lucky Luciano que trató de dominarlo pero al verse enfrentado por él, admiró su coraje y se convirtieron en grandes amigos. Otro gran amigo de Meyer era Bugsy Siegel. Los dos formaron uno de los más violentos clanes durante la época de la “Prohibición”. Lansky era hermano de Jacob "Jake" Lansky, quien en 1959 era el administrador del Hotel Nacional en La Habana, Cuba.

### Negocios relacionados con el juego
Hacia 1936 había establecido redes de juego en Florida, Nueva Orleáns, y Cuba. Durante la década de 1940, el socio de Lansky, Bugsy Siegel, persuadió a los jefes de la Mafia de invertir en el nuevo hotel en Las Vegas, el Flamingo. Tras costosos retrasos, el Flamingo Hotel todavía no estaba abierto para negocios. Para discutir la cuestión del Flamingo, la Mafia celebró una conferencia secreta en La Habana, Cuba, en 1946. Mientras los otros jefes pedían asesinar a Siegel, Lansky pedía para su amigo una segunda oportunidad. A pesar de esta oportunidad, Siegel continuó derrochando dinero de la Mafia en el Hotel Flamingo. Una segunda reunión de la familia fue convocada. Sin embargo, a pesar de las advertencias el casino tenía bajas ganancias. Lansky una vez más, con el apoyo de Luciano, convenció a la familia de darle más tiempo a Siegel. 
El Flamingo continuaba perdiendo dinero. En una tercera reunión, la familia decidió que Siegel estaba acabado. Había humillado a los jefes y no les había dado oportunidad. Es ampliamente aceptado que el mismo Lansky debió dar el "sí" final para la eliminación de Siegel debido a su relación con la familia Siegel. 
El 20 de junio de 1947, Siegel fue tiroteado y asesinado en Beverly Hills, California.
Veinte minutos después del tiroteo a Siegel, los asociados de Lansky, incluyendo a Gus Greenbaum y Moe Sedway, entraron al Flamingo Hotel asumiendo el control de la propiedad. Según la FBI, Lansky retuvo una gran cantidad de intereses comerciales en el Flamingo durante los siguientes 20 años. Lansky dijo en muchas entrevistas que, si le hubiesen hecho caso, Ben Siegel podría estar vivo.
Esto marcó también una transferencia de poder en Las Vegas desde las familias criminales de Nueva York a las de Chicago. Sin embargo, y a pesar de que su poder estaba bastante más constreñido que en años anteriores, Lansky asesoró y ayudó al jefe mafioso de Chicago Tony Accardo a establecer este negocio.

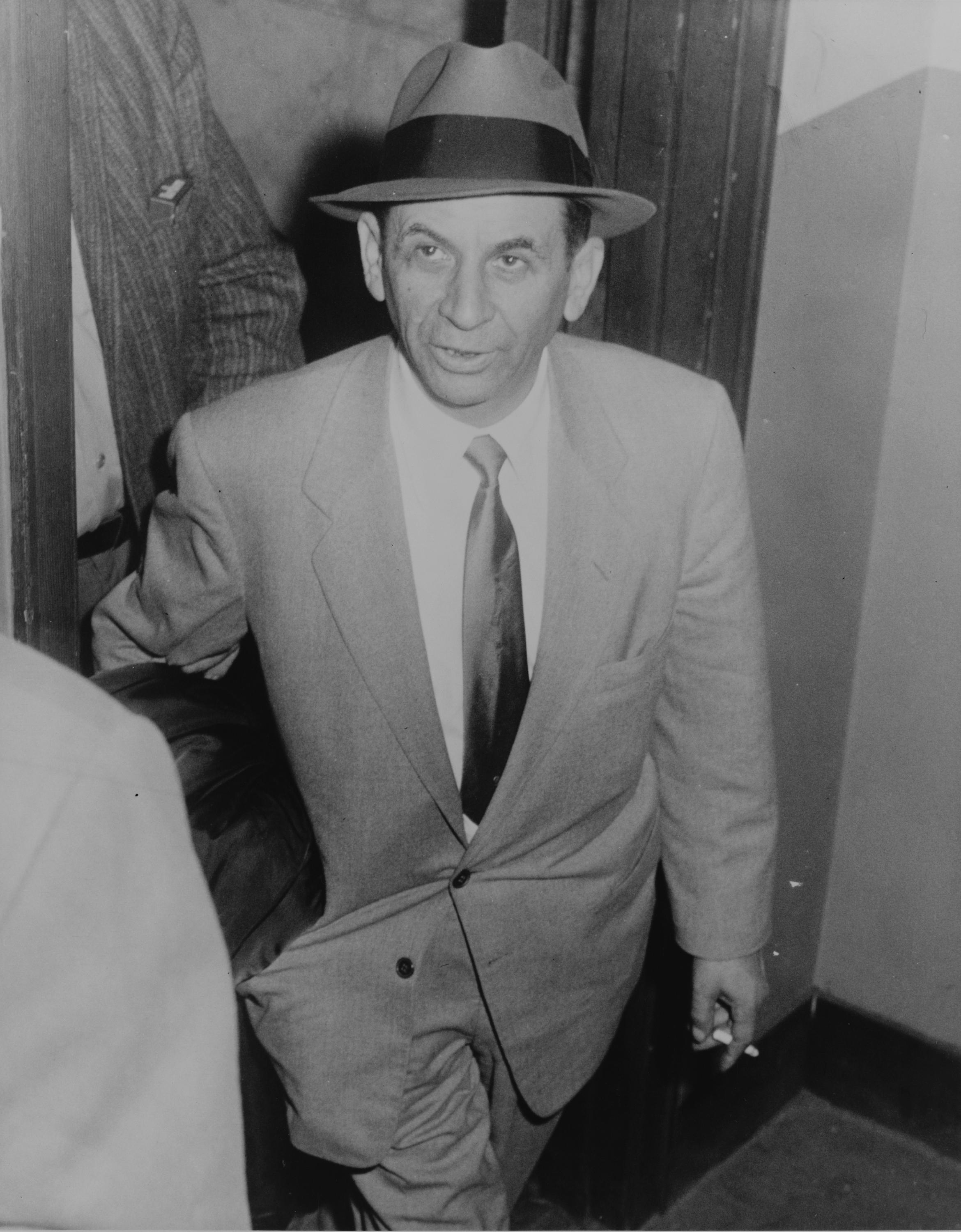
Meyer Lansky, saliendo de comisaría en 1958 en Nueva York, tras un arresto por vagancia.

### Durante la Guerra
En la década de 1930, Meyer y su banda se dedicaban a enfrentar a miembros del partido nazi y sus simpatizantes en los Estados Unidos. Lansky recuerda una particular acción en Yorkville, Manhattan, un barrio alemán, donde él y doce de sus asociados atacaron:

.....El sitio estaba decorado con una esvástica y una foto de Adolf Hitler. Los altavoces comenzaban a aullar. Había solo 15 de nosotros, pero entramos en acción. Los estrellamos contra las ventanas. A la mayor parte de los nazis les entró el pánico y huyó. Los cazamos para golpearlos. Así les demostramos que los judios no se sentaban para aceptar insultos.

Durante la Segunda Guerra Mundial, Lansky fue crucial en la Operación Underworld de la Oficina de Inteligencia Naval en la cual el gobierno de los Estados Unidos reclutó a criminales para buscar infiltrados nazis y saboteadores desplegados por los U-boot.
De acuerdo a la autobiografía autorizada de Lucky Luciano, durante esta época, Lansky ayudó a concretar un trato con altos oficiales de la Armada de Estados Unidos. Este trato implicaba la liberación de Lucky Luciano desde la prisión; a cambio la Mafia aseguraba los barcos que se construían en los astilleros del Puerto de Nueva York. Los submarinos alemanes hundían diariamente a barcos aliados en la costa y tenían gran temor de sabotajes por simpatizantes nazis.

## Inversiones en Cuba
Después de la II Guerra Mundial, "Lucky" es liberado bajo palabra de la prisión con la condición de regresar a Sicilia. Sin embargo, Luciano secretamente se trasladó a Cuba, donde reasumió el control de las operaciones de la Mafia estadounidense. Luciano también administraba una serie de casinos en Cuba con la ayuda del dictador cubano, general Fulgencio Batista, a pesar de que el gobierno de los Estados Unidos presionaba débilmente para que Batista deportara a Luciano. Con el auge del turismo a Cuba, Meyer también comienza a invertir fuertemente en la isla. En 1957, Meyer y Batista construyen el Riviera, el mayor sueño de Lansky.
El amigo más íntimo de Batista en la Mafia de Estados Unidos era Lansky. Juntos tuvieron una relación duradera durante tres décadas. Durante su estancia en el Waldorf-Astoria en Nueva York a finales de los 40, tenían una relación simbiótica, y Batista ofrecía a Lansky y la Mafia el control de los hipódromos y de los casinos. Batista podría abrir a La Habana a las grandes apuestas, y su gobierno podría ganar, dólar por dólar, todas las inversiones hoteleras sobre US$1 millón, las cuales podrían incluir licencia de casino. Lansky, podría, por supuesto, estar en el centro de las operaciones de apuestas de Cuba. Llamó inmediatamente a sus asociados a una conferencia cumbre del Hampa en La Habana. 

#### Conferencia de La Habana
La Conferencia de La Habana fue efectuada el 22 de diciembre de 1946 en el Hotel Nacional. Esta era la primera reunión a gran escala de la Mafia americana desde la reunión de Chicago en 1932. Estaban presentes figuras como Joe Adonis y Albert "The Mad Hatter" Anastasia de Nueva York, Frank Costello, Joseph "Joe Bananas" Bonanno, Vito Genovese, Moe Dalitz, Thomas Luchese, Santo Trafficante Jr. de Tampa, Carlos "The Little Man" Marcello de Nueva Orleans, y Stefano Magaddino, el sobrino de Joe Bonanno de Buffalo. De Chicago estaban Anthony Accardo, los hermanos Fischetti, "Trigger-Happy" Charlie, Rocco, y, representando a la Mafia judía, Lansky y “Dandy” Phil Kastel de Florida. El primero en arribar fue Salvatore Lucky Luciano, quien había sido deportado a Italia, y tuvo que viajar a La Habana con un pasaporte falso. Lansky estaba encantado con la visión de una Habana nueva, perfecta para aquellos que querían invertir la adecuada cantidad de dinero. Una ciudad que sería "Las Vegas latina," y que podría ser el hogar perfecto para todo aquel cuyo trabajo fuera el narcotráfico, la prostitución, negociaciones laborales ilegales y la extorsión. De acuerdo a la evidencia de Luciano, sería elegido como el rey de la Mafia, para regir sus negocios desde Cuba hasta que le fuera permitido regresar a Estados Unidos. El entretenimiento durante la velada fue dado, entre otros, por Frank Sinatra quien voló a Cuba con sus amigos, los hermanos Fischetti.

## El delito se adueña de Cuba
En 1952, Lansky había ofrecido al presidente Carlos Prío Socarrás un cohecho de U.S. $250,000 para permitir que Batista pudiera regresar al poder. Una vez que Batista se hizo del control del poder, el negocio de las apuestas, prostitución y narcotráfico floreció. El dictador contactó a Lansky y le ofreció un salario anual de U.S. $25,000 como Ministro no oficial de apuestas. Por 1955, Batista había cambiado las leyes de apuestas además de garantizar la licencia de apuestas a todo el que invirtiera US$1 millón en un hotel o U.S. $200,000 en un club nocturno nuevo. Al contrario de las licencia de juegos en Las Vegas, nadie averiguaba de dónde procedía el dinero. Mientras más largo el periodo de inversión, se requirió un período de al menos 10 años libres de impuestos. El gobierno podría dar U.S. $25,000 para licencias más un porcentaje de las ganancias en cada casino. Las 10 000 máquinas tragaperras de Cuba, incluso las que dispensaban pequeñas cantidades de monedas, estaban en la provincia del hermano político de Batista, Roberto Fernández y Miranda, general del Ejército y director de deportes, Fernández también se lucraba con los parquímetros de La Habana. Las materias importadas para los hoteles aumentaron y los contratistas cubanos gastaban bastante más de lo que debían. Se rumoreaba que detrás de los US$ 250,000 necesarios para conseguir una licencia, era necesario bastante más de soborno para conseguirla. Pagos periódicos eran necesarios y eran recibidos por políticos corruptos.

#### Comienza la expansión
Lansky comenzó a reformar el Montmartre Club el cual comenzó rápidamente a funcionar en La Habana. También expresó interés en hacer funcionar un elegante casino en el exclusivo Hotel Nacional, el cual dominaba el Castillo de los Tres Reyes del Morro, la antigua fortaleza que dominaba la bahía de La Habana. Lansky planeaba tomar una parte de ella y hacer una zona de jugadores de alto vuelo. La idea de Lansky surgió sobre las de estadounidenses expatriados como Ernest Hemingway y el elegante hotel se abrió al negocio en 1955 con un show de Eartha Kitt. El casino fue un éxito inmediato
Cuando todos los hoteles y casinos fueron concluidos, Batista empezó raudamente a cobrar sus ganancias. Todas las noches, el "hombre de la maleta" cobraba el 10% de los intereses de los de Trafficante; el cabaret Sans Souci y los hoteles Sevilla-Baltmore, Commodoro, Deauville y Capri (de propiedad parcial del actor George Raft). Dentro de los casinos de Lansky, estaban el Habana Riviera, el Nacional, el Montmartre Club y otros que le daban el 30%. La cantidad total que Lansky y sus bribones recibían por concepto de sus delitos nunca ha sido certificado. Las máquinas tragaperras solas contribuían con más de U.S. $1 millón a las cuentas bancarias del régimen.

#### Revolución
Sin embargo, la revolución cubana de 1959 y la subida al poder de Fidel Castro cambió abruptamente el clima para las inversiones de la Mafia en Cuba. En el Año Nuevo de 1958, mientras Batista se preparaba a huir a la República Dominicana y desde ahí a España (donde murió en el exilio en 1973), Lansky estaba celebrando los US $3 millones que había hecho en su palacio de 18 millones de dólares y 440 habitaciones, el Habana Riviera. Muchos de los casinos fueron saqueados y destruidos esa noche, incluidos los de Lansky. 
El 8 de enero de 1959, Castro entró en La Habana y asumió el poder, asentándose en el Hilton. Lansky había volado el día anterior a Bahamas y a otros destinos caribeños. El nuevo presidente, Manuel Urrutia Lleó cerró los casinos, además de nacionalizarlos junto a las propiedades hoteleras. 
En octubre de 1960 Castro nacionalizó los casinos y hoteles de la isla y dejó fuera de la ley a las apuestas. Esto afectó especialmente a las ganancias de Lansky. Perdió un estimado de US $7 millones. Con la quiebra adicional de los casinos de Miami, Lansky fue obligado a depender solo de sus entradas de Las Vegas.

## Últimos años
En sus últimos años Meyer llevó una vida sedentaria y de bajo perfil en su casa de Miami, principalmente escapando del acoso constante del FBI.
En la década de los 70, solicitó refugio en Israel amparándose en la Ley del retorno pero este derecho le fue denegado basándose en su conocido estatus de mafioso y por la gran presión de Estados Unidos sobre Israel para extraditarlo nuevamente y llevarlo ante los tribunales.
Murió de cáncer pulmonar, el 15 de enero de 1983, a los 80 años, dejando una viuda y tres hijos. Para los periódicos, Lansky estaba más activo que nunca. En esa época el FBI creía que tenía más de 300 millones de dólares escondidos en cuentas bancarias, pero jamás encontraron el dinero. 
Sin embargo, su biógrafo Robert Lacey describe a un Lansky con problemas económicos y sin capacidad de pagar los gastos médicos de su hijo discapacitado, quien finalmente moriría en la pobreza. Para Lacey, no había evidencia alguna que apuntara a "la noción de que Lansky fuese el rey de los criminales, el cerebro, el motor secreto, el inspirador y controlador del crimen organizado estadounidense." Concluye mediante entrevistas a los miembros supervivientes de la familia Lansky, que fue burdamente exagerada y que es más correcto referirse a él como un contable de los gánsteres, más que como un gánster por sí mismo. Su nieto le contó al escritor J.T. English que, a su muerte en 1983, Lansky dejó sólo 37,000 dólares en efectivo. Cuando le preguntaron por sus últimos años y qué le había ido mal en Cuba, Lansky no dio mayores explicaciones... "Me expulsaron, eso fue todo" fue lo único que dijo.
En septiembre de 1982, Forbes lo incluyó como en su lista como uno de los 400 hombres más ricos de Estados Unidos. Su fortuna se calculó en 100 millones de dólares.

## En la cultura popular

### En el cine
- Hyman Roth, personaje ficticio de la segunda entrega de la trilogía cinematográfica de El padrino (El padrino II), interpretado por Lee Strasberg, está basado en los últimos años de Lansky. Como Lansky, Roth hacía inversiones en casinos en Cuba que acabaron con la revolución cubana de 1959. También, a ambos no se les dejaba ir a pasar los últimos años de su vida a Israel. La diferencia es que Lansky murió de cáncer pulmonar y Roth, en El Padrino: Segunda Parte, es asesinado por Rocco Lampone (Tom Rosqui). La afirmación de Roth acerca de Michael Corleone que "somos más grandes que el U.S. Steel" fue una cita directa de Lansky, mientras escuchaban noticias acerca de la Cosa Nostra. El carácter de Johnny Ola es similar al del asociado de Lansky, Vincent Alo. Adicionalmente, el personaje Moe Greene, quien era amigo de Roth, está construido sobre la base de Bugsy Siegel.[13][14]

- En la película La ciudad perdida (The Lost City), de Andy García, Lansky es interpretado por Dustin Hoffman, quien intenta convencer al protagonista (Andy García) de organizar un casino en el Club Nocturno "El Trópico".

- La película Mobsters relata la juventud y el ascenso de Meyer Lansky (Patrick Dempsey) y de Charlie "Lucky" Luciano (Christian Slater) dentro del crimen organizado.

- David "Noodles" Aaronson, el gánster personificado por Robert De Niro en la obra de Sergio Leone Once Upon A Time In America estaba inspirado en Meyer Lansky.[15]

- El film Bugsy (1991), una biografía de Bugsy Siegel, incluye a Lansky como personaje principal, personificado por Ben Kingsley.

- En 2021 se estrena la película Lansky dirigida por Eytan Rockaway. Se trata de un biopic del famoso gangster Meyer Lansky, que fue investigado durante décadas por la FBI. Durante su retiro, Lansky contrata a un periodista para que cuente su verdadera historia. El personaje de Lansky está interpretado en su juventud por Jhon Magaro y poco antes de morir por Harvey Keitel.

### En televisión
- En la miniserie de 1981 de la NBC The Gangster Chronicles, el personaje Michael Lasker, personificado por Brian Benben, está basado en Lansky. La razón del nombre "Michael Lasker" fue que Lansky todavía estaba vivo en ese tiempo.
- En la película para TV de 1999 llamada Lansky aparecen Richard Dreyfuss como Lansky, Eric Roberts como Bugsy Siegel y Anthony LaPaglia como Lucky Luciano.
- Manny Wiesbord, el jefe mafioso Joseph Wiseman de Crime Story, está basado en Lansky.
- Fue interpretado por el actor Anatol Yusef en la serie de HBO Boardwalk Empire, basada en la ley seca de los años 1920.
- En mayo de 2014 History Channel estrenó la serie "Embajadores de la Mafia", producida por Anima Films, que consta de cuatro capítulos: 1.- Abelardo Rodríguez; 2.- Bugsy Siegel; 3.- Virginia Hill y 4.- Meyer Lansky.

### En literatura
- En la novela de 1996 The Plan, de Stephen J. Cannell, Lansky y su socio mafioso Joseph Alo complotan para colocar un candidato anti Acta RICO como presidente.
- En la adaptación teatral de 2009 de Joseph Bologna, "Lansky"es personificado por Mike Burstyn en un acto.
- En el libro Havana, de Stephen Hunter, Lansky y Fidel Castro son incluidos como personajes principales.

### En música
- En la canción de 2007 "Party Life", el músico Jay-Z rapea: "So tall and Lanky / My suit, it should thank me / I make it look good to be this hood Meyer Lansky." (Muy alto y delgado / Mi traje, debería agradecerme / Lo hago ver bien como a Meyer Lansky.)
- Raekwon, miembro de Wu-tang Clan, se refiere a sí mismo como el "Meyer Lansky del rap" en su canción "Glaciers of Ice", un sencillo de su disco clásico de 1995 "Only Built 4 Cuban Linx...".
- Un miembro del grupo rapero Wu-Syndicate usa Myalansky como su nombre artístico, en referencia a Meyer Lansky.